# Dyrekcja Nauki i Technologii Departamentu Bezpieczeństwa Krajowego
Dyrekcja Nauki i Technologii Departamentu Bezpieczeństwa Krajowego (ang. Department of Homeland Security Science and Technology Directorate, DHS S&T) – jednostka organizacyjna Departamentu Bezpieczeństwa Krajowego, przeznaczona do prowadzenia badań w dziedzinie bezpieczeństwa.
Na jej czele stoi Podsekretarz Bezpieczeństwa Krajowego ds. Nauki i Technologii, obecnie stanowisko to zajmuje William N. Bryan.